# Автошлях 373 Нью-Йорку
Автошлях 373 Нью-Йорку (NY 373) — короткий штатний автошлях в окрузі Ессекс у штаті Нью-Йорк у межах Адірондакського парку. Починається з US 9 і тягнеться на схід до переправного причалу на озері Шамплейн. Трасу перетинають дві окружні автомагістралі, декілька місцевих доріг і опорна дорога NY 912T, що сполучає NY 373 із US 9. NY 373 є єдиною сполучною дорогою між US 9 та присілком Порт-Кент з його переправою.